# Pove del Grappa
Pove del Grappa (Póe in veneto) è un comune italiano di 3 144 abitanti della provincia di Vicenza in Veneto.

## Geografia fisica
Il Comune di Pove del Grappa è situato nel nord-est della Provincia di Vicenza. Il territorio si sviluppa da quota 100 (riva sinistra del fiume Brenta) fino a quota 1.529 m s.l.m. (Monte Asolone) del Massiccio del Grappa. Pove è l'ultimo paese che si incontra sulla destra prima di imboccare il Canale di Brenta, importante valle del fiume Brenta e via di transito verso la Valsugana, Trento e il nord Europa; per chi proviene da nord è il primo paese che si apre alla Pianura Padana.

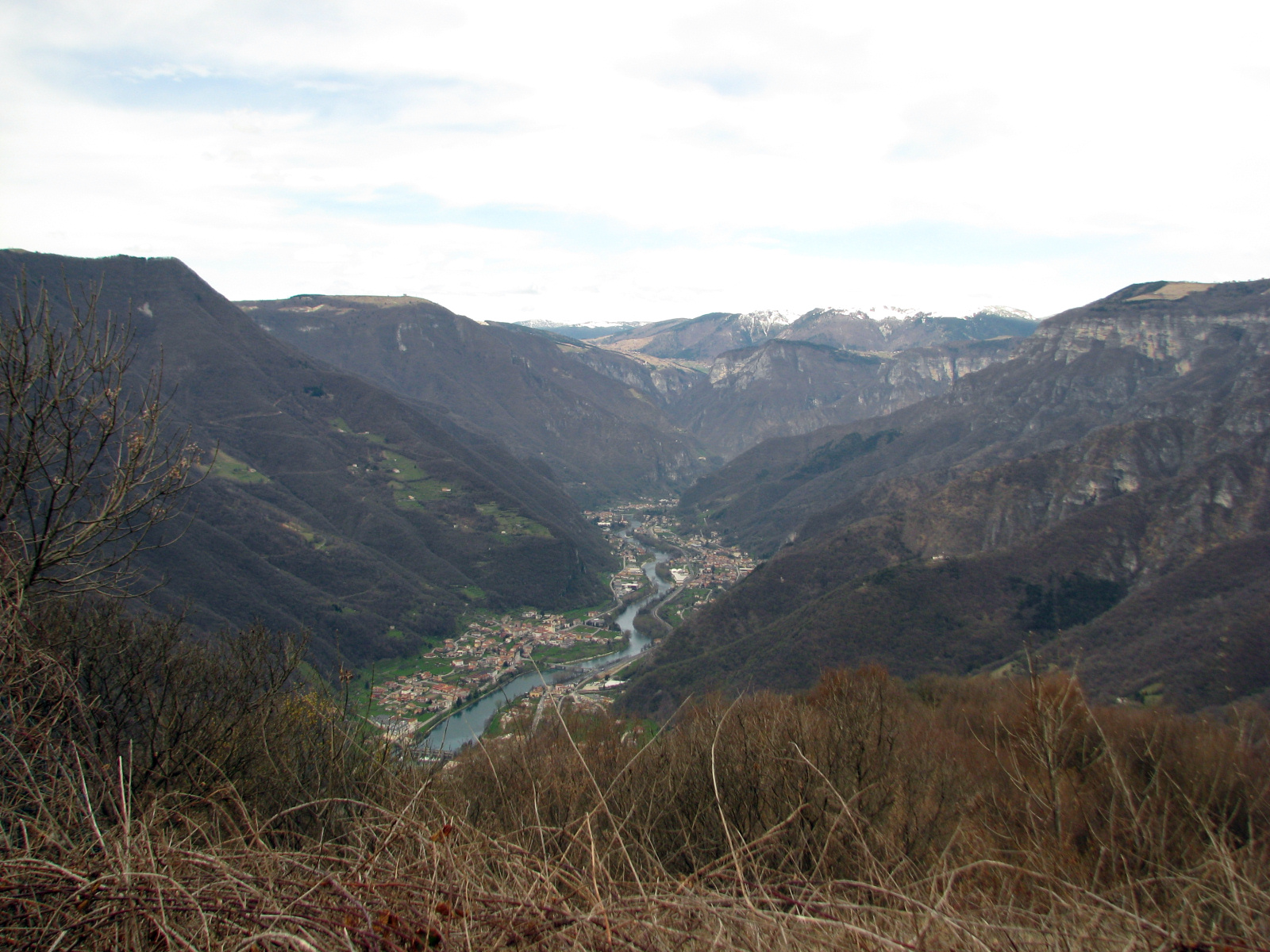
La valle del Brenta e Pove

La posizione soleggiata, al riparo dai venti e fuori dal pericolo di nebbie e brinate, frequenti nella pianura sottostante, regala un clima mite e piacevoli viste. Dalle pendici del Grappa si possono scorgere il Ponte degli Alpini, il Brenta, e i frontali colli di Sant'Eusebio, Privà e Caluga, ma soprattutto l'estendersi della pianura dai Colli Berici agli Euganei e, in condizioni di luce ottimali, fino al Piave.
Grazie alla SS 47, che attraversa la parte sud del comune, risulta comodo e rapido raggiungere le vicine città.
Pove è suddivisibile in tre distinte fasce geografiche a seconda dell'altitudine:

### Zona di pianura
Quota 110-250 m s.l.m. Compresa fra il fiume Brenta e le pendici del Grappa, è la zona maggiormente urbanizzata, suddivisa a sua volta in due sottozone: quella ubicata ad ovest della SS 47, con numerose attività produttive, in cui si rilevano due contrade storiche, Via Rea e Via Boschi; quella ad est della SS 47 che comprende la zona maggiormente urbanizzata, il municipio e le principali infrastrutture.

### Zona di mezza costa
Quota 250–780 m s.l.m. È la fascia che collega la pianura con la zona montana, caratterizzata da pendenze variabili e da suggestivi sentieri, alcuni dei quali didattici, immersi fra pareti sassose, creste (che fungevano da trincee naturali), gallerie e cunicoli scavati nella roccia durante la prima guerra mondiale.

### Zona di montagna
Quota 780-1.529 m s.l.m. Ubicata a monte della zona di mezza costa, fra le località Costalunga, Nosellari, Campo Solagna, Ponte San Lorenzo, Val della Giara e Cibara, è costituita da boschi e pascoli a basse pendenze. Sono presenti edifici che fungono da seconde case, bar, trattorie e alcune malghe dove si pratica l'alpeggio estivo.
La cima più alta è il Monte Asolone posto a 1.529 m e frontale a ovest di Cima Grappa.

## Origini del nome
Il più antico documento che nomina la "Villa di Pove" risale al 917. Citata come Povedum nel 1189 e come Poveo nel 1297, la forma attuale compare solo nel 1577. Probabilmente è un fitonimo derivato da Poa, genere di graminacee molto diffuse in Veneto, con l'aggiunta del suffisso -ētum.
La specifica "del Grappa" è stata aggiunta con DPR 29 aprile 1950, n. 405.

## Storia
Pove del Grappa è citata in un documento del 917 come parte della Marca Trevigiana, alla quale rimase fino al 1160, per poi passare alla signoria Ezzeliniana, sotto la reggenza di Ezzelino II. Nel 1198 divenne posto di confine fortificato sotto Vicenza. Fu interessata dalle vicende umane e storiche degli Ezzelini, accertate, censite e documentate dopo la loro definitiva sconfitta avvenuta nel 1260. Nei secoli XV e XVI fu in contesa con la vicina Romano per questioni territoriali.

### Simboli
Lo stemma è stato concesso con regio decreto del 2 dicembre 1937. È inquartato: il 1° e 4° d'azzurro, con un pioppo sradicato al naturale; il 2° e 3° di verde alla croce d'argento.
Il gonfalone è un drappo di azzurro.

## Monumenti e luoghi d'interesse

### Resti della Bastìa
Sulla cima dolomitica della Bastia (detta anche "Cornon" per il suo prominente addentramento nel Canale del Brenta), fra i territori di Pove e di Solagna, a m 350 d'altezza, si possono notare ancora le tracce delle fondamenta di antiche fortificazioni da cui il monte prende il nome. Secondo la tradizione, gli Ezzelini, che avevano beni e castello anche a Solagna, fabbricarono la bastìa, come pure la torre ai piedi del monte per chiudere la strada, e la muraglia che univa questi due forti. Il complesso fu restaurato da Francesco di Carrara nel 1370 e da Gian Galeazzo Visconti nel 1401..

### Chiesa parrocchiale di San Vigilio
La chiesa dedicata a san Vigilio (patrono) risale al periodo neoclassico. La facciata fu terminata nel 1869. All'interno, affreschi di Giovanni De Min (1848), un crocifisso ligneo fiammingo del Quattrocento, di pregevole fattura, pale di Jacopo da Ponte (San Vigilio in gloria del 1537, posta sull'altare) e di Gerolamo Bassano, noto anche come Girolamo dal Ponte. Sono inoltre presenti altari del Settecento.
All'interno della chiesa è presente anche un crocifisso ligneo quattrocentesco (132x110 cm) che la tradizione vuole essere stato realizzato in una sola notte da un pellegrino boemo (o austriaco o boemo) diretto a Roma, in occasione del Giubileo del 1300. Secondo una leggenda locale, il pellegrino lo avrebbe realizzato in due giorni e una nottata a partire da un tronco d'ulivo per donarlo poi al parroco di Pove in segno di riconoscenza per l'ospitalità ricevuta. Il manufatto sacro ha dato ispirazione alle feste del Divin Crocifisso di Pove del Grappa.

### Chiesa di San Pietro
Nel territorio comunale sono anche presenti due chiesette di epoca antecedente: la più centrale, dedicata a san Pietro, è probabile divenne una delle chiese incastellate dopo il diploma di Berengario I nel 915. Nel 1189 Pré Viviano giura fedeltà a Vicenza entro la cinta di questa chiesetta (apud centam sancti Petri).
Nel 1488 risulta in cattive condizioni (appare senza il tetto). Venne quindi restaurata nel corso del Cinquecento.
La chiesa al suo interno custodisce tre altari (sec. XVII) con pale (del 1700): San Pietro, Apollonio e santa Lucia, San Bovo, San Giuseppe.
La chiesa si trova dietro all'attuale piazza Europa in prossimità del Museo dello Scapellino Povese.

### Chiesa di San Bartolomeo
La chiesa di San Bartolomeo (o di San Bortolo), databile a prima del 1000, è una piccola chiesetta costruita dai frati Benedettini vicino all'intersezione tra la Strada Imperiale che portava in Germania e la Pedemontana che serviva i territori dal Piave al Brenta. È l'unica chiesetta del territorio che conserva l'architettura antica. Se ne riscontrano tracce nel documento di Berengario (915) con cui la donava al vescovo di Belluno. Era allora nota come chiesa di S. Bartolomeo della Nave.
La bella chiesetta si trova lungo la riva destra del fiume Brenta nelle prossimità di Villa Rubbi. I Rubbi la acquisirono nel 1929 rendendola agibile dopo che, nel 1800, venne chiusa al culto per il degrado in cui versava. La piena del 1966 spazzerà via il protiro, mentre i preziosi affreschi vennero collocati al Museo di Bassano. Alla morte del proprietario la chiesetta venne data in eredità alla Fondazione Pirani-Cremona che la gestisce tuttora. L'edificio, difficilmente visibile da lontano, è accessibile a piedi dal sentiero del lungo Brenta.

### Capitelli votivi
Sul territorio del paese sono presenti una cinquantina di capitelli votivi.

## Società

### Evoluzione demografica
Abitanti censiti

### Tradizioni e folclore

#### Feste quinquennali in onore del Divin Crocifisso
Una prima processione avvenne probabilmente nel 1795, ma la prima menzione scritta risale al Libro Giornale del Commune di Pove del 1797; questa però assunse la forma di una rappresentazione sacra a cadenza quinquennale solo nel 1815, come riportato dall'allora vescovo diocesano nel 1832. Le feste sono ispirate alla leggenda del Crocifisso ligneo del XV secolo della chiesa di San Vigilio, che la tradizione vuole scolpito in una notte da un tronco d'ulivo da un pellegrino (boemo o austriaco) e donato al parroco del paese, in segno di gratitudine per l'ospitalità ricevuta.. Dall'Ottocento, le feste hanno cadenza quinquennale e si tengono negli anni che terminano con 0 o 5, solitamente la prima Domenica del mese di settembre.
Fino ad oggi solo tre volte non sono state celebrate: nel 1915 e nel 1940, a causa rispettivamente della prima e della seconda guerra mondiale, e nel 2020 a causa della pandemia di COVID-19.
In occasione delle feste, il crocifisso ligneo viene rimosso dalla teca che lo ospita nella parrocchiale di San Vigilio e, dopo essere stato intronizzato, viene portato per le vie del paese. Dal 1885 alla processione si affianca una sacra rappresentazione della Passione di Cristo. Sfilano oltre 600 personaggi in costume raffiguranti scene del Vecchio e del Nuovo Testamento, culminando con la rappresentazione notturna della morte e della resurrezione di Gesù Cristo.

#### Detti locali
- (A) Pove co no sventa piove, oppure A Pove o sventa o piove / A Pove quando non fa vento piove
- Pove, paese de gran conforto: co no piove, sventa o sona da morto / Pove, paese dove si vive bene: quando non piove, o c'è il vento oppure (la campana) suona a morto
- Co'l Caìna gà el capeło el tempo no ze beło / Quando il Monte Caina (situato di fronte al paese di Pove del Grappa) è avvolto dalle nubi (ha il capello) il tempo non è bello
- A Poe, se sémena sałata (patate), se cava saółe / A Pove semina insalata, ma si raccolgono cipolle (I poàti dicono una cosa ma ne fanno un'altra)[senza fonte]

## Geografia antropica

### Frazioni
Pove ha tre frazioni che si trovano nella parte montana del paese: Costalunga (a circa 2 km dal centro), Campo Solagna (una parte) e Val della Giara (a circa 7 km).

## Economia

### Il marmo
Sono quattro i tipi di marmo e pietra estratti dalle rocce del monte La Gusella e dal Praolin che si ergono su Pove del Grappa. In primis il Biancone (o Biancon), simile al marmo, che ha reso famosi gli scalpellini povesi nel mondo per la sua somiglianza al Marmo di Carrara; il Guaregno, un calcare rosa screziato di bianco e ricco di fossili; il Corsoduro; ma soprattutto il Campaniletto (dalla colorazione grigiastra).
Legata all'estrazione del marmo era l'arte dello scalpellino. Il noto architetto Vincenzo Scamozzi ne dà ampia risonanza nel suo trattato sull'architettura universale riconoscendo alle cave di Pove e agli scalpellini povesi una notorietà diffusa su tutto il territorio vicentino
.
Tra le opere, che si conservano nelle vicinanze, derivano dai povesi il Tempio-Ossario di Bassano, l'Ossario di Asiago e l'Ossario del Grappa. Gli scalpellini furono chiamati da Napoleone a lavorare nelle Procuratie di Venezia, dal Canova per la costruzione dei tempio di Possagno, ma anche all'estero: la cattedrale di Colonia, la Basilica di Santa Teresa a Lisieux in Francia, il monumento eretto alla regina Elisabetta, il Palazzo del Governo di Berlino e, dopo l'ultima guerra, il monumento all'Europa a Bruxelles. Agli scalpellini di Pove si deve anche l'altare, in pietra proveniente del monte Grappa, situato nella cripta del Milite Ignoto, all'interno del Vittoriano.

### Agricoltura: l'olivo e la produzione olearia
Importati dai Romani, ci sono tracce fin dal 1131 quando la presenza degli ulivi nella zona di Angarano, fu documentata in un atto di compravendita agraria. I lunghi secoli di coltivazione selezionarono poi la pianta, affinandone l'adattabilità al clima locale e rendendola estremamente resistente ai freddi inverni del pedemonte. 
Componente fissa del paesaggio agrario, l'olivo intreccia i suoi coltivi alle rustiche abitazioni; la gente ha per questa pianta un'affezione innata che spinge a coltivarla in ogni ritaglio di terreno.
La produzione, di recente rivalutata e tutelata (a denominazione di origine controllata), avviene mediante brucatura in modo del tutto manuale o con l'ausilio di particolari pinze.
Per la particolarità della zona, l'olio extravergine prodotto è di qualità rinomata a livello locale e nazionale, ed è fiore all'occhiello dei ristoratori per la scarsissima percentuale di acidità contenuta. Con le sue oltre 20.000 piante d'ulivo coltivate Pove fa parte delle Città dell'Olio d'Italia
.

## Amministrazione
| Periodo | Periodo   | Primo cittadino    | Partito       | Carica  | Note |
| ------- | --------- | ------------------ | ------------- | ------- | ---- |
| 1995    | 2004      | Natale Cusinato    | Centro destra | Sindaco |      |
| 2004    | 2009      | Bruno Bertoldi     | Lista civica  | Sindaco |      |
| 2009    | 2014      | Orio Mocellin      | Lista civica  | Sindaco |      |
| 2014    | 2019      | Orio Mocellin      | Lista civica  | Sindaco |      |
| 2019    | in carica | Francesco Dalmonte | Lista civica  | Sindaco |      |

## Galleria d'immagini

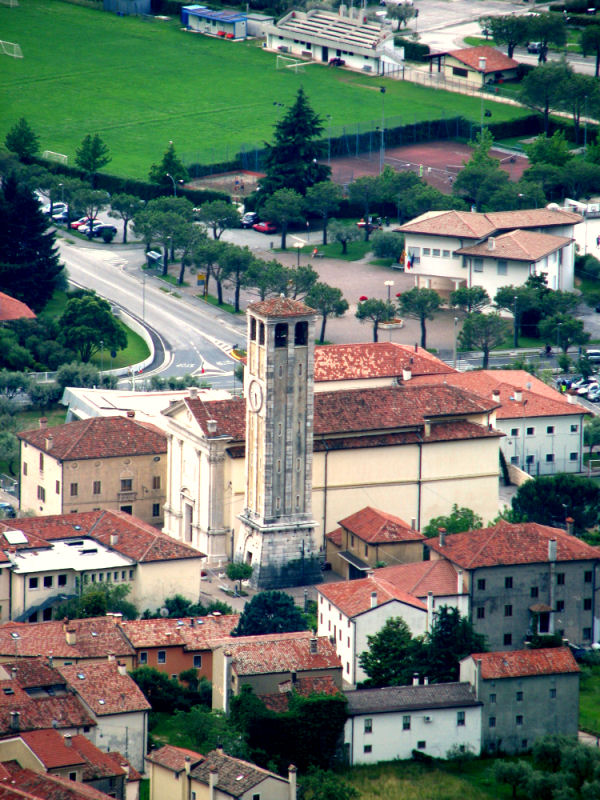
Vista del centro di Pove dal Col Bastia.
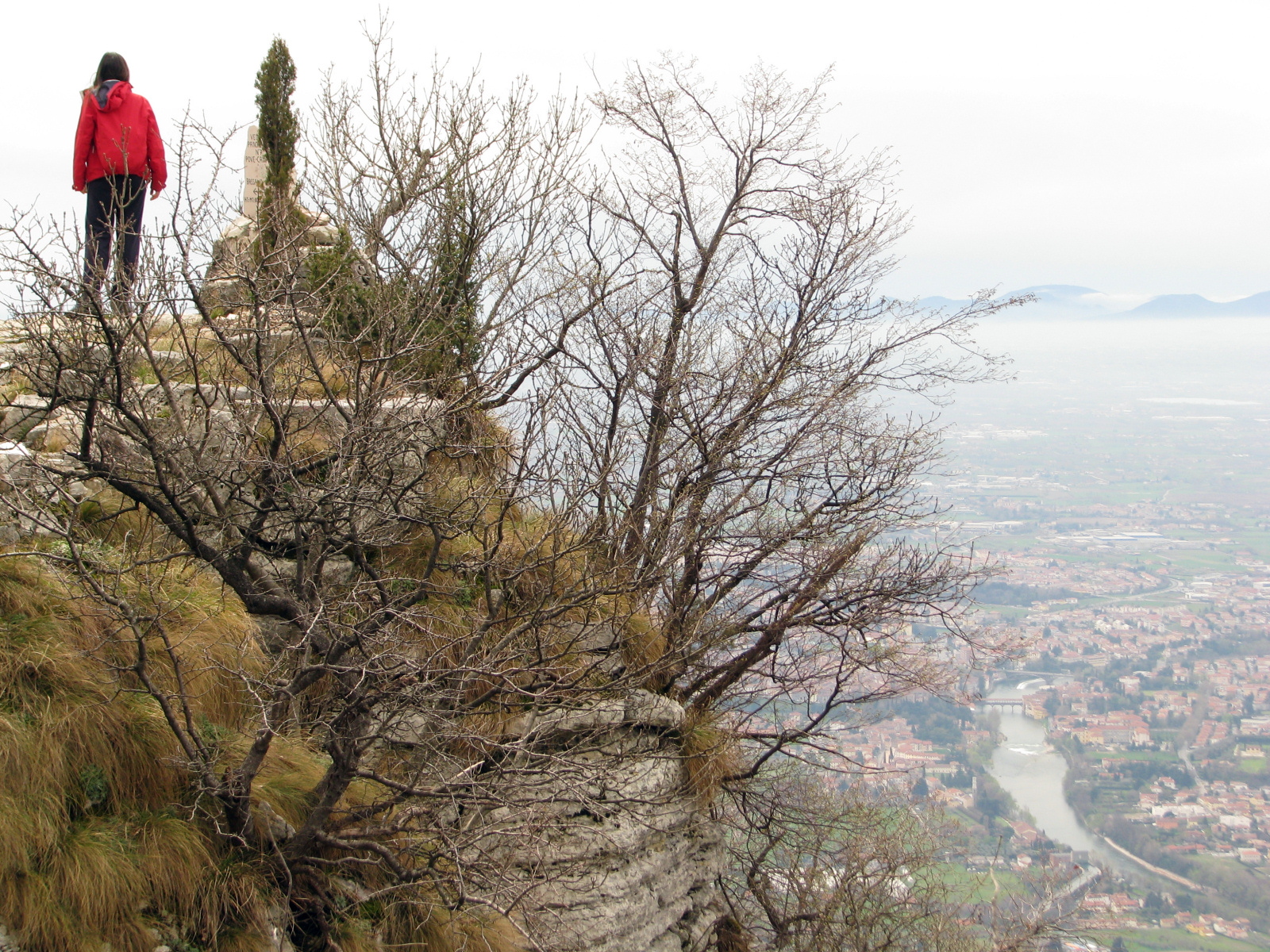
Vista di Pove del Grappa.
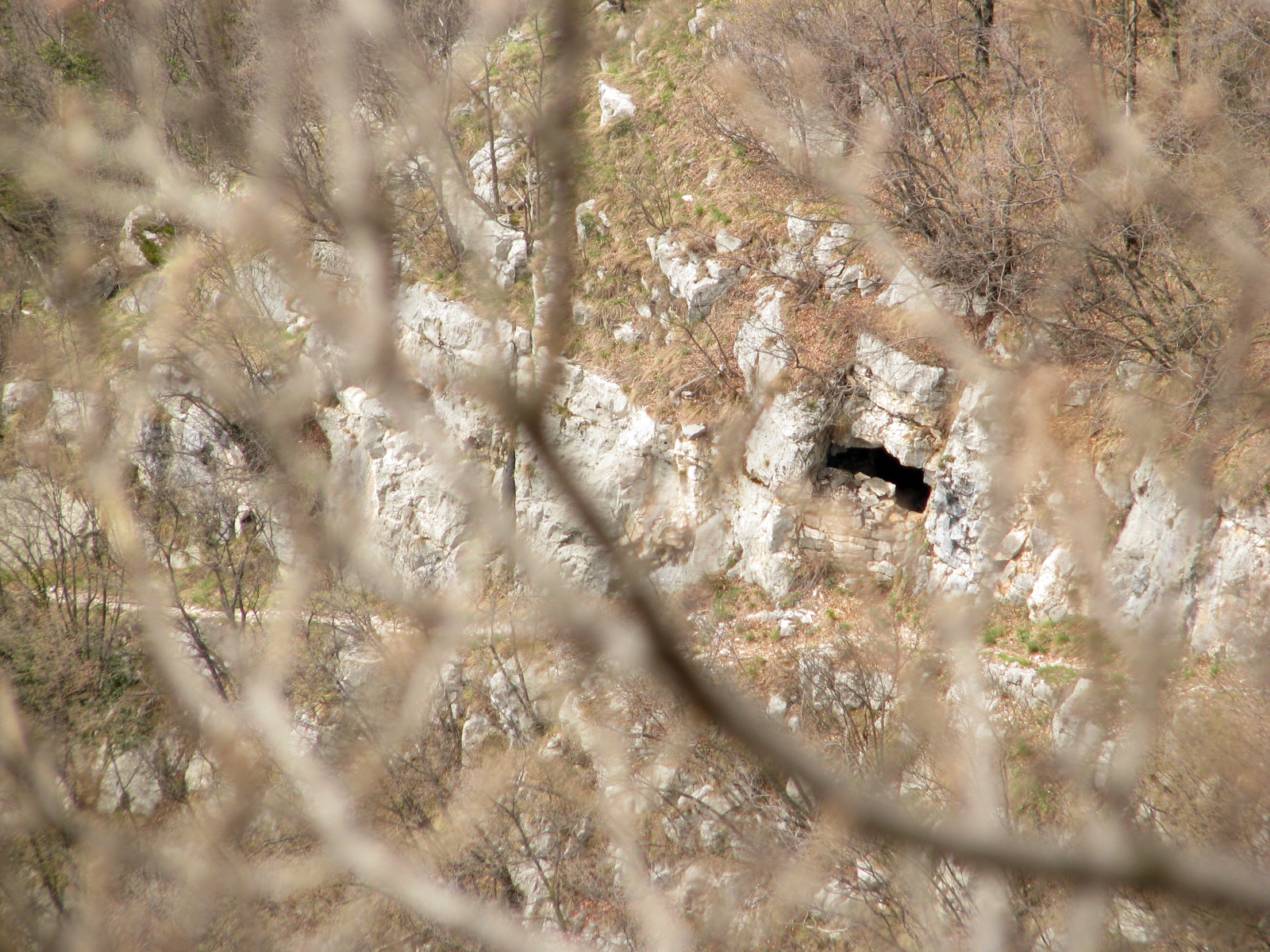
Una delle varie gallerie dal Sentiero delle Creste (Col Bastia).
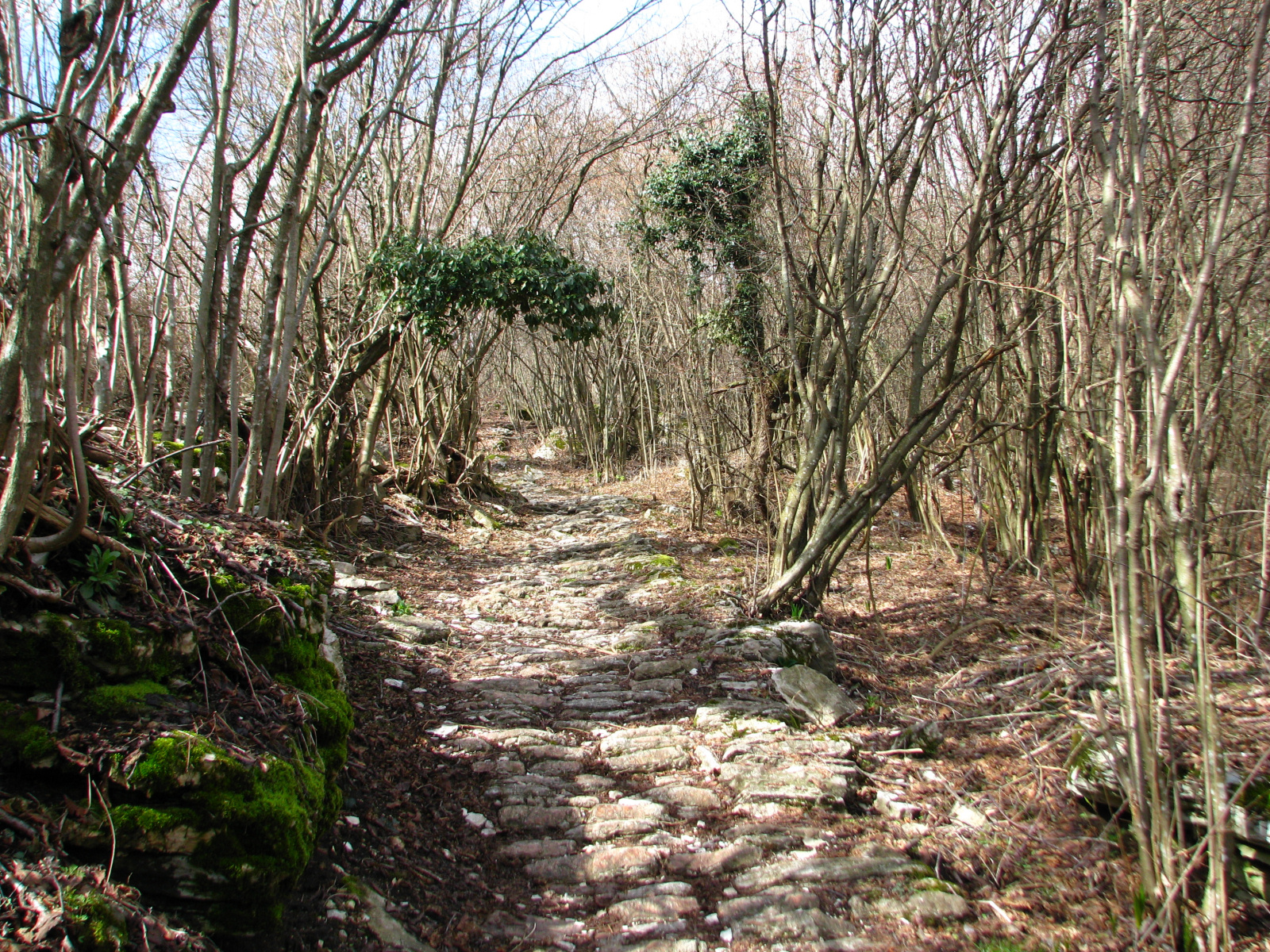
Mulattiera di Pian dei Noseari.
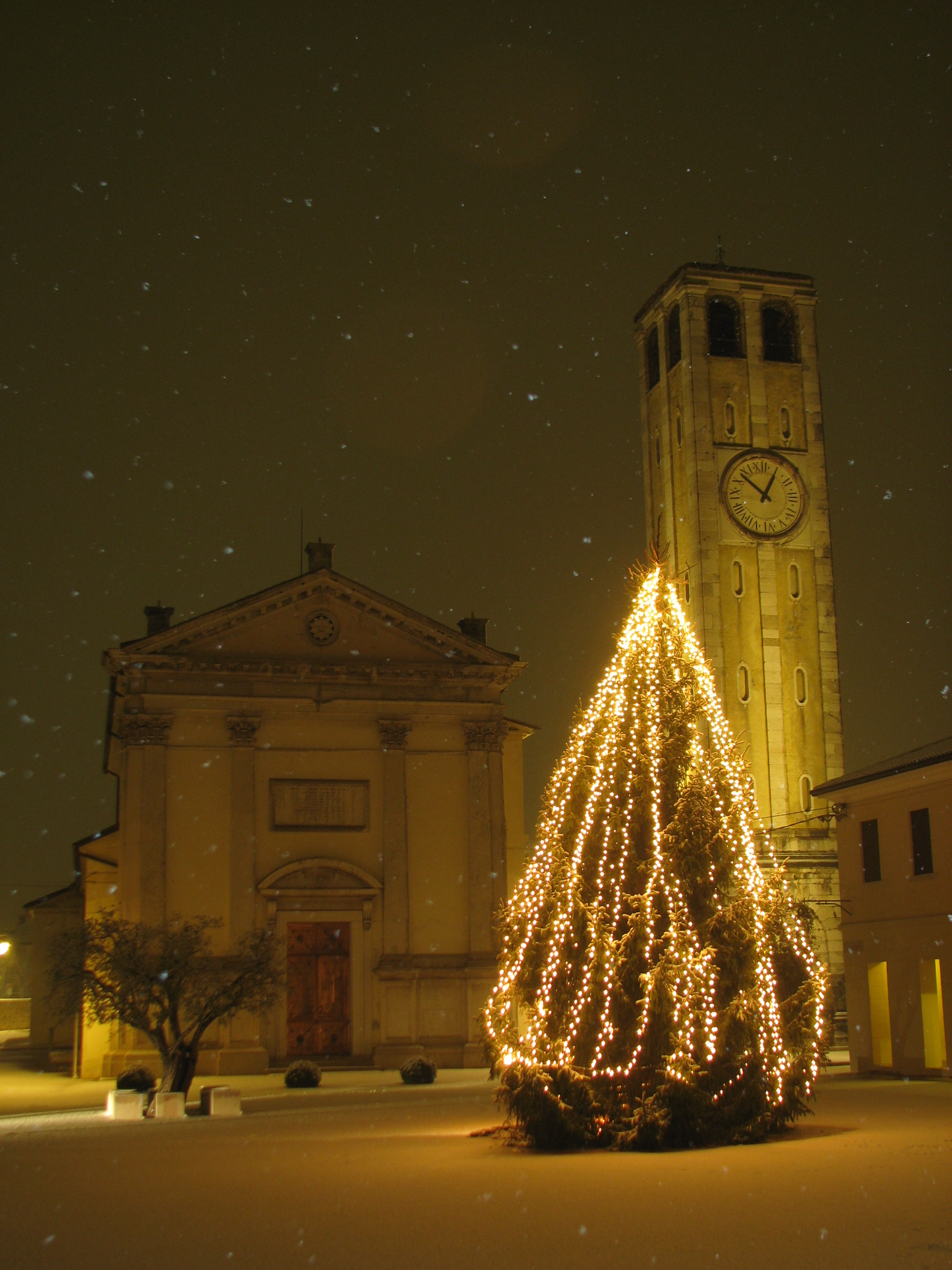
Chiesa di San Vigilio illuminata a Capodanno.
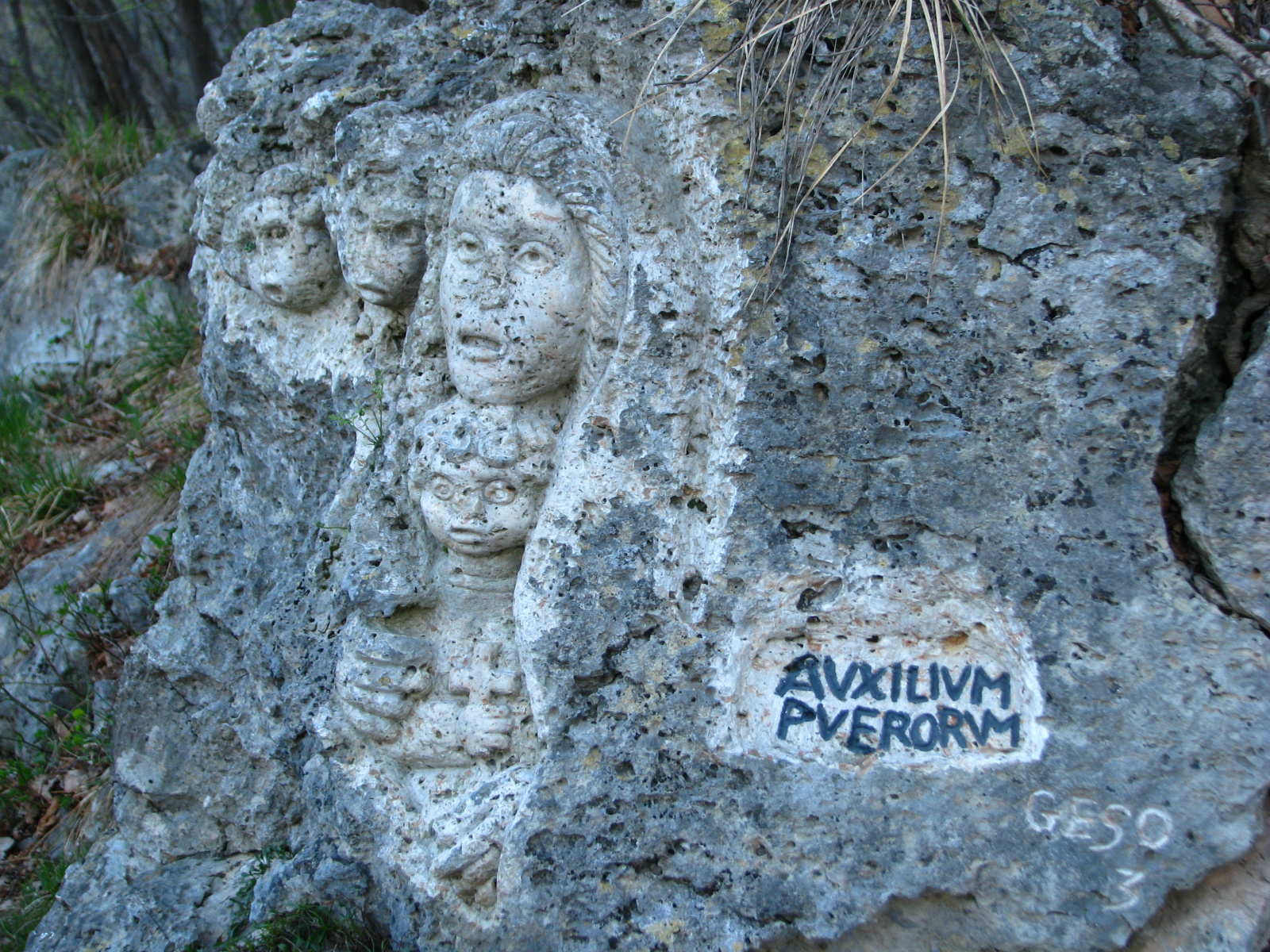
Scultura lungo il Sentiero degli Scalpellini.